# فيروس سبوندويني
فيروس سبوندويني (بالإنجليزية: Spondweni virus)‏ هَو فيروس ينتمي لِعائلة الفَيروسات المُصفرة وَيُصنف ضمن جِنس الفَيروس المُصفر. يَنتَقِل الفَيروس نتيجةً لِلسع البعوض، وهوَ مسؤول عن حُمى سبوندويني، التي تتميز بالحُمى والقشعريرة والصُداع والغَثيان والشُعور بالضيق وَالتَوعك وَالرُعاف أيضاً، وقد تم اكتشاف هذا الفيروس في إفريقيا وجنوب الصحراى الكُبرى، وَبابوا غينيا الجديدة.
وفقاً للدراسات الفيلوجينية (العرقية) يُعتبر فيروس سبوندويني قَريب جداً من فيروس زيكا.

## المَراجع
1. ↑  Chambers، Thomas J.؛ Monath، Thomas P. (2003)، The Flaviviruses: Detection, Diagnosis and Vaccine Development: Detection, Diagnosis and Vaccine Development، Academic Press، ص. 376، ISBN:9780080493831، مؤرشف من الأصل في 2020-04-14